# St-Jean-Baptiste (Argenteuil)

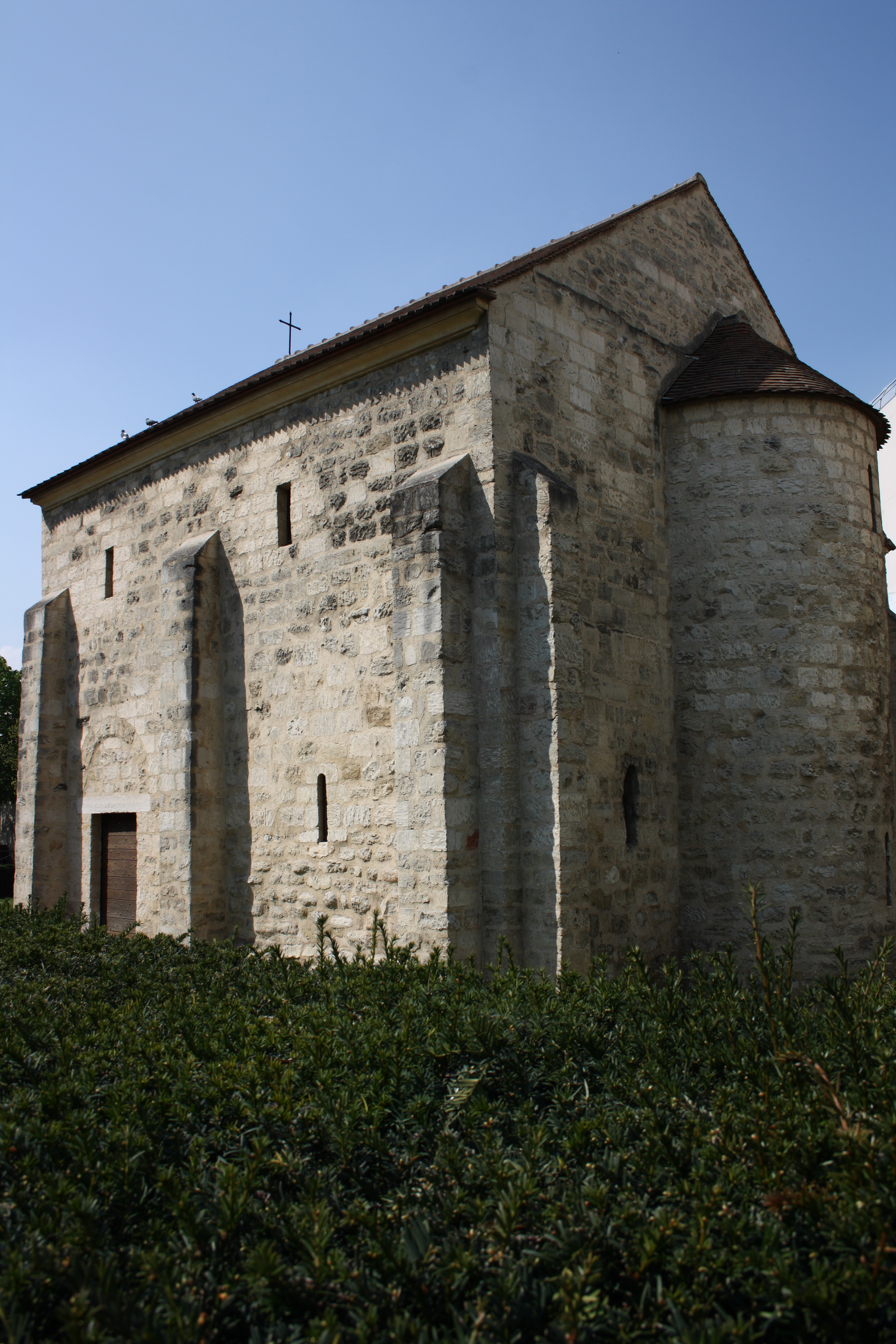
Kapelle Saint-Jean-Baptiste

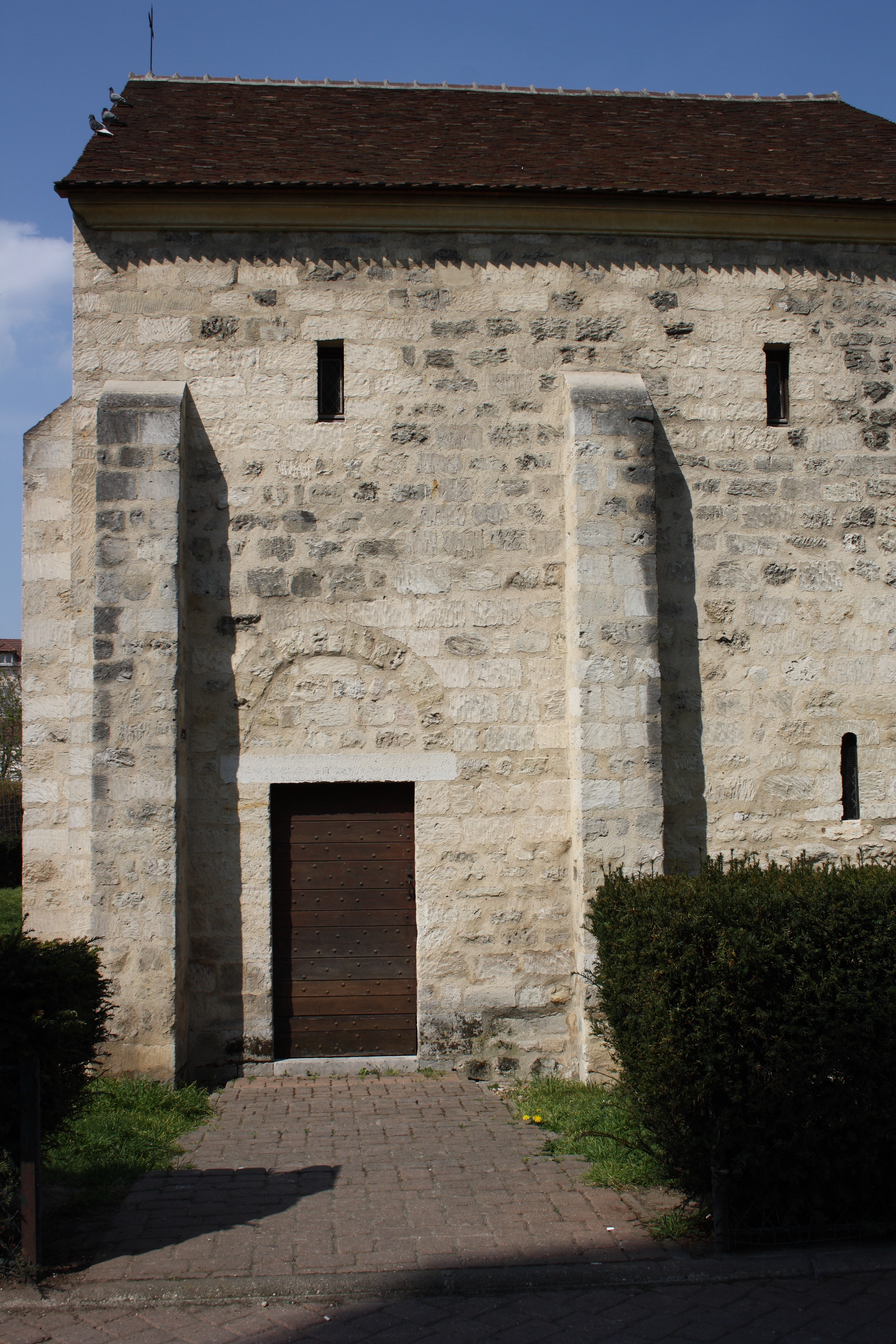
Südseite

Saint-Jean-Baptiste ist eine romanische Kapelle in Argenteuil, einer französischen Stadt im Département Val-d’Oise in der Region Île-de-France, die ursprünglich im 11. Jahrhundert errichtet wurde. Die seit 1945 als Baudenkmal (Monument historique) geschützte Kapelle befindet sich in der Rue Notre-Dame Nr. 19.

## Geschichte
Die Kapelle befand sich im ummauerten Bereich des ehemaligen Benediktinerklosters Notre-Dame d’Argenteuil. Es ist nicht überliefert, wozu sie gedient hatte. Möglicherweise war sie eine Grabkapelle, denn bei Ausgrabungen im Jahr 1942 wurden Gräber aus dem 8. bzw. 9. Jahrhundert entdeckt.

## Architektur
Die rechteckige Kapelle besitzt drei Schiffe und ein Kreuzgratgewölbe, das auf zwei Säulen ruht. Das Mittelschiff schließt mit einer Apsis ab, die von einem Tonnengewölbe überwölbt wird. In den 1980er Jahren fand eine umfassende Restaurierung des Gebäudes statt.